# Bobosse (Lyon)
Pour les articles homonymes, voir Bobosse.
La société Bobosse est une entreprise de Lyon et du Beaujolais, fondée par René Besson et spécialisée dans la fabrication de charcuterie. Elle fait le succès de l'andouillette tirée à la ficelle, rentrée alors dans le patrimoine gastronomique lyonnais.

## Histoire

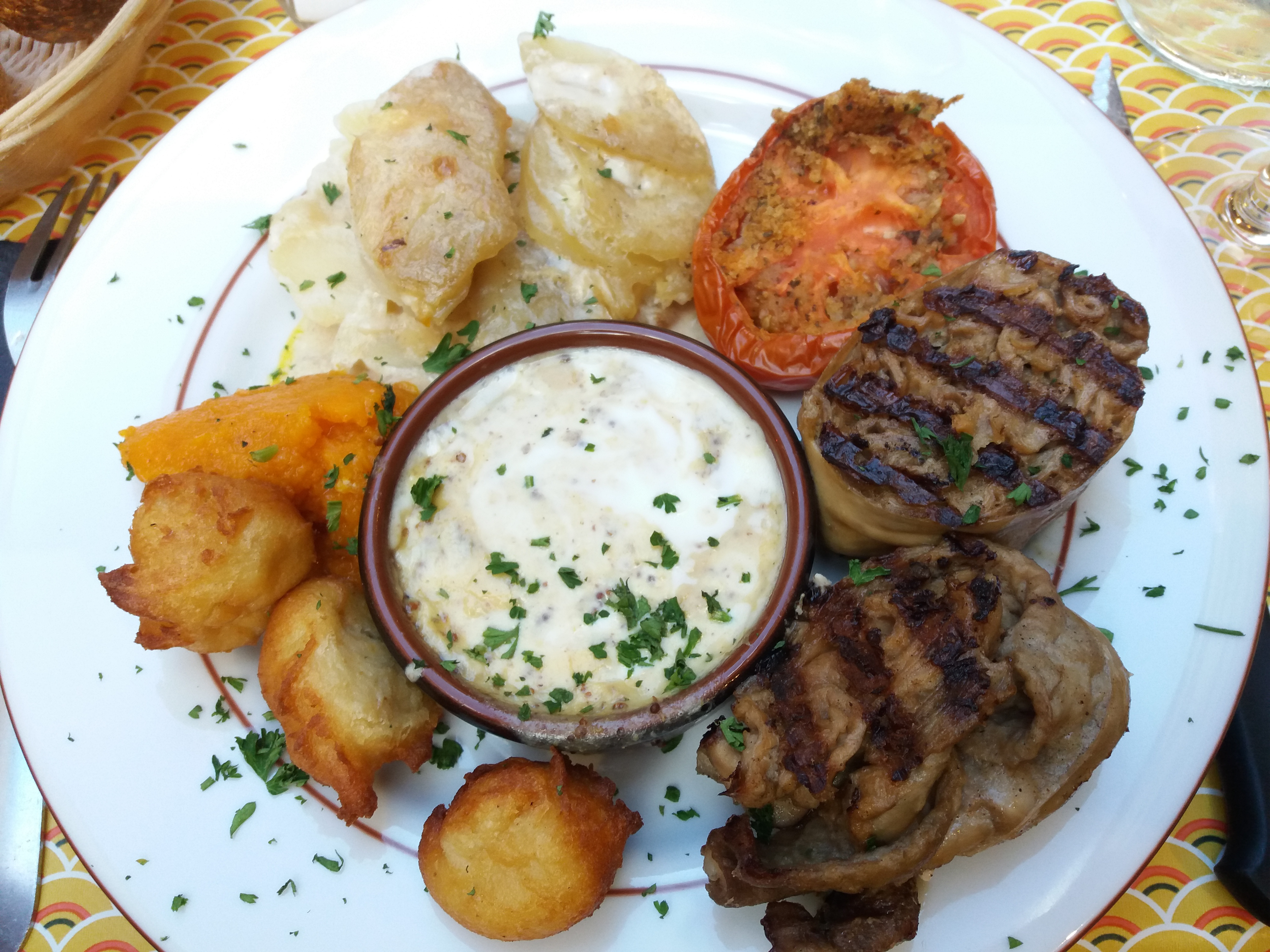
Une andouillette tirée à la ficelle de Bobosse dans un bouchon lyonnais.

L'andouillette tirée à la ficelle, remplie exclusivement de fraise de veau et assaisonnée de moutarde, oignons, échalotes, vin blanc et épices, est liée à la région lyonnaise et au Beaujolais. Originaire de Cambrai, elle devient une spécialité au même titre que le saucisson de Lyon au cours du XXe siècle. C'est René Besson, surnommé « Bobosse », qui fait sa renommée locale en la commercialisant dans les années 1960 avec l'aide de ses amis Georges Dubœuf et Paul Bocuse.
Le grand-père de René Besson fonde en 1895 une charcuterie à Villefranche-sur-Saône, que ce dernier reprend en 1962. Le succès de ses produits lui permet d'ouvrir un laboratoire à Saint-Jean-d'Ardières : il vend jusqu'à Paris ses andouillettes tirées à la ficelle, andouillettes beaujolaises, saucissons à cuire, cervelas truffés, boudins ou sabodets.
René Besson cède son entreprise en 1996 à Bernard Juban. Une boutique ouvre aux Halles de Lyon-Paul Bocuse.
Fabriquant 73 tonnes d'andouillettes à la fin des années 2010, elle fournit environ 600 restaurants.
En mars 2021, ses nouveaux propriétaires sont Pierre Couturier et Bruno Delattre, associés avec Mathieu Viannay, le chef de la Mère Brazier. La société compte alors 20 salariés et réalise un chiffre d’affaires de 4 millions d’euros.
En mai 2021, l'atelier de fabrication de la charcuterie est cambriolé.